# Komponist
Ein Komponist oder eine Komponistin (lateinisch componere ‚zusammensetzen‘; auch Tonsetzer, Tondichter, Tonschöpfer) erschafft musikalische Werke (Kompositionen) und besitzt an diesen ein ausschließliches oder anteiliges geistiges Eigentum. Veraltete Bezeichnungen sind auch Compositeur oder Kompositeur.
Das Ergebnis des Kompositionsvorganges wird abschließend als Komposition meist in notierter Form (traditionell per Hand oder direkt als Notensatz im Computer) vorgelegt. Insbesondere in der elektronischen Musik, aber zunehmend auch in allen Genres, deren Werke erst bei der Arbeit in Tonstudios vollständig entstehen, werden die Werke auch in Form von Aufnahmen abschließend festgelegt. Die musikalischen Kompositionen werden mit Hilfe von Interpreten (Musikern, Gesang) vertont und für Tonaufnahmen anschließend in einem Tonstudio abgemischt.
Traditionell bezeichnete die Berufsbezeichnung „Komponist“ die Autorenschaft für die Interpretation von bestimmten Notentexten. Komponisten sind dabei die Schöpfer eines Musikwerks, das ursprünglich ohne Text als Instrumentalmusik gilt und mit Text als Vokalmusik bezeichnet wurde. Dabei können Komponisten entweder selbst für den Text verantwortlich sein, oder mit Liedtextern zusammenarbeiten. Dabei kann es sich sowohl um die Textierung einer vorhandenen Melodie als auch um die Vertonung eines bestehenden Textes handeln. Im erweiterten Sinne meint Vokalmusik alle Kompositionen unter Einbeziehung von Stimme, auch ohne Text oder Gesang (z. B. Stimmgeräusche statt Sprache oder Sprechen statt Singen). Im Sprachgebrauch der Verwertungsgesellschaft GEMA wird hingegen jeder originäre Inhaber eines Urheberrechts an einem Musikwerk als Komponist bezeichnet. Dass der überwiegende Teil der von der GEMA und anderen Verwertungsgesellschaften erfassten Werke in aller Regel nunmehr nicht oder nur noch teilweise notiert werden, deutet auf eine Begriffsverschiebung hin. Spätestens seit Aufkommen der elektronischen Musik und der Fixierung von Werken im Aufnahme- und Schnittprozess besteht daher ein gespaltenes Berufsbild mit zahlreichen begrifflichen Abgrenzungsschwierigkeiten.

## Rechtsfragen
Musik und Text sind jeweils eigenständige Werkteile, die lediglich gemäß § 9 UrhG zur gemeinsamen Verwertung miteinander verbunden werden. Es handelt sich um eine so genannte Werkverbindung zweier eigenständiger Urheberrechte von Musik und Text. Die Werkverbindung begründet zumindest stillschweigend eine Gesellschaft bürgerlichen Rechts zwischen Texter und Komponist. Sowohl Text als auch Musik dürfen trotz Werkverbindung ohne Zustimmung des anderen Urhebers nach herrschender Meinung getrennt verwertet werden, solange hierdurch die gemeinschaftliche Verwertung der bisherigen Werkverbindung nicht beeinträchtigt wird.
Nach dem Regelverteilungsplan der GEMA erhalten die beteiligten Bezugsberechtigten als Komponist für die öffentliche Aufführung eines unverlegten Werkes der Unterhaltungsmusik 8/12 und der Textdichter 4/12. Ist an dem Lied ein Musikverlag beteiligt, reduziert sich der Anteil für den Textdichter auf 3/12, der Komponist erhält 5/12 und der Verlag 4/12. Ein beteiligter Arrangeur (Bearbeiter) erhält 1/12 und schmälert den Anteil des Komponisten auf 4/12. Diese Verteilungsregelung kann jedoch individualvertraglich abgeändert werden.
Werden unter dem Musiktitel mehrere Namen oder Gruppen gleichberechtigt aufgezählt, wird vermutet, dass es sich bei den Genannten um gleichberechtigte Schöpfer beider Werkteile, bei einem Lied also von Text und Melodie, handelt. Im zitierten Urteil stellte der BGH zugleich klar, dass es bei einem Lied üblich ist, die Urheber durch ihre namentliche Erwähnung kenntlich zu machen.

## Differenzierungen des Komponistenberufs
Von Komponisten werden in vielen Musikrichtungen Bearbeiter bzw. Arrangeure unterschieden, die zu vorgegebenen Melodien und Harmonien einen musikalischen Tonsatz oder eine Arrangement für andere Besetzungen schreiben. Häufig werden Improvisationsvorlagen als nicht der Sphäre der Komposition zugehörig betrachtet, weil diese im Gegensatz zur Improvisation vom Begriff des abgeschlossenen Werks ausgeht. Im 20. Jahrhundert wurde jedoch in der Avantgarde der Werkbegriff zum Teil zugunsten des offenen Kunstwerkes in Frage gestellt – ein bewusster Bruch mit der Tradition des Komponierens. So verfasste beispielsweise Karlheinz Stockhausen für seine Werke der Intuitiven Musik Textfragmente zur Einstimmung für die Musiker, welche die alleinige kompositorische Grundlage für ein darauf aufbauendes, organisch geschaffenes Musikstück der Improvisatoren darstellen. Andererseits ist spätestens seit den 1960er Jahren die Hauptverbreitungsform einer Komposition die Tonaufnahme, wodurch auch eine aufgenommene Improvisation fixierbar wird und dadurch den Charakter der Abgeschlossenheit annehmen kann. Kriterium für den Werkcharakter im urheberrechtlichen Sinne ist dadurch nur das Erreichen einer (bei Musik eher minimal bemessenen) „Schöpfungshöhe“ in einer eigenständigen geistigen Schöpfung, die typischerweise in einem musiktypischen Medium fixierbar sein muss (z. B. Noten, CD). Die Abgrenzungen zur Bildenden Kunst und zu neu entstandenen Gattungen (etwa Klanginstallationen) sind dabei fließend, was aber in der Praxis selten Probleme aufwirft.
Jeder, der in diesem Sinne Werke schafft, wird daher von der GEMA als Komponist betrachtet, was sich mit der Verkehrsanschauung nicht unbedingt deckt. Die Berufsbezeichnung „Komponist“ ist nicht geschützt, auch Autodidakten, Musikpädagogen, Improvisatoren, ausübende Musiker etc. können sich daher so nennen. Die GEMA als Verwertungsgesellschaft versucht, mit einem komplexen Wertungssystem, Kompositionen und Komponisten unterschiedlich einzustufen, so dass sich Vergütungen nicht allein nach der Aufführungshäufigkeit, Besetzung oder Dauer richten sollen, sondern auch nach Kriterien, die den „Wert“ von Werk und Autor berücksichtigen sollen. Eine objektive Einstufung ist aber einerseits durch die musikalischen Avantgarden radikal in Frage gestellt, deren Werke ihren Wert explizit aus dem ständigen Bruch mit solchen Kriterien gewinnen (weshalb etwa handwerkliche Kriterien nicht mehr zuverlässig Auskunft über die „Schöpfungshöhe“ geben können). Andererseits ist seit den 1970er Jahren eine umfassende Ausdifferenzierung völlig divergenter Musikrichtungen erfolgt, deren spezifische Qualitätskriterien teilweise noch nicht musikwissenschaftlich erfasst sind, was eine objektive Einstufung erschwert.
Hinzu kommt, dass die Selbstbezeichnung Komponist außerhalb der traditionellen und akademisch-institutionalisierten Bereiche (bürgerliche Musikkultur und „etablierte Avantgarde“) meist unüblich ist. Stattdessen ist Komponist dann nur eine Bezeichnung im Verhältnis zu GEMA und den Verwertern von Werken, während Selbstbezeichnungen etwa „Produzent“ (in elektronischer Musik), „Singer-Songwriter“ oder schlicht „Künstler“ sein können.

## Abgrenzung von berufsmäßigen und Gelegenheits-Komponisten und Rangkriterien
Die Abgrenzung von professionellen und dilettierenden Komponisten ist jenseits der steuerrechtlichen Beurteilung nicht einfach, da es viele verschiedene einflussreiche Komponisten gibt, die:
- Autodidakten waren (z. B. Antonín Dvořák, Arnold Schönberg, Frank Zappa, Peter Warlock, Mauricio Kagel)
- in der Hauptsache für ihr Instrument schrieben (z. B. Chopin, Paganini)
- Komposition nur im Nebenerwerb (oder ganz als Hobby) betrieben (z. B. Charles Ives).

Ebenso problematisch ist die Ermittlung der Bedeutung insbesondere von lebenden Komponisten. Zunächst können Komponisten vorrangig danach unterschieden werden, in welchem Bereich sie ihre Arbeit legitim verorten können (eine faktische Improvisation eines Interpreten nach einer Konzept-Partitur etwa von Dieter Schnebel ist die Aufführung einer Komposition Neuer Musik, was sich ausschließlich mit der Verortungsleistung ihres Schöpfers erklären lässt). Als Indizien für einen Komponisten des akademisch-institutionellen Bereichs, der sich durch das Selbstverständnis bestimmt, die zeitgenössische Fortsetzung mitteleuropäischer Kunstmusik zu vertreten, können gelten (und zugleich einen Hinweis auf den Rang des Komponisten geben):
- ein abgeschlossenes Kompositionsstudium an einer anerkannten Hochschule
- das Vorliegen von Werken, die auch von anderen Musikern als dem Komponisten „werktreu“ aufgeführt werden können (unabhängig davon, welches handwerkliche Niveau diese erfordern),
- Preise, Stipendien und andere bereichsspezifische Förderungen,
- Werkaufträge einschlägiger Interpreten, Ensembles und Institutionen,
- das Erscheinen von Kritiken in der Fachpresse und musikwissenschaftliche Analysen,
- ein Verlag, der das oft aufwendige Notenmaterial für Aufführungen herstellt,
- die hauptberufliche Ausübung des Berufs (im Unterschied zum Gelegenheits- oder Hobbykomponisten), oft jedoch gestützt durch Lehrtätigkeit an einer Hochschule oder Nebentätigkeit als Interpret oder Dirigent.
- Mitgliedschaft in Akademien
- das Ausbilden eigener Schüler und die Einflussnahme auf die Arbeit von Komponisten der nachfolgenden Generation.

Die interne Bedeutung eines solchen Komponisten innerhalb des akademischen Bereichs lässt sich aufgrund der starken Institutionalisierung gut an diesen relativ starren Kriterien ablesen, also etwa der Liste der Auftraggeber, Interpreten oder Preise. Der kulturelle, gesamtgesellschaftliche oder gar historische Rang ist damit aber nur bedingt erfassbar, was sich einerseits etwa an der ungebrochenen Geltung und dem fortgesetzten Einfluss von Kompositionen aus den vormals als „trivial“ geltenden Bereichen, etwa des Jazz und der Popmusik, ablesen lässt, denen eine Langzeitwirkung oder gar Einflussnahme auf die akademische Kunstmusik abgesprochen wurde. Sofern derartige Langzeitwirkung als Kriterium des künstlerischen Werts gelten kann, sind im Verhältnis dazu selbst bedeutendste Vertreter des akademischen Bereichs des 20. Jahrhunderts relativ schlechter gealtert als etwa die Spitzenvertreter des Jazz. Andererseits sind oft frühzeitig mit allen akademischen Würden ausgestattete Komponisten nachträglich zugunsten von spät Anerkennung findenden Erneuerern abgewertet worden. Letzteres mag auch erklären, weshalb es zahlreichen historisch bedeutenden Komponisten nicht gelungen ist, sich früh oder überhaupt zu professionalisieren. Daher kann mit historischem Abstand die Einlösung der akademischen Rangkriterien auch wieder vollkommen wertlos werden.

## In Deutschland
Der zuständige Berufsverband, in dem sich deutsche Komponisten bundesweit und in Regionalgruppen organisieren, ist der Deutsche Komponistenverband, der von Werner Egk gegründet wurde und heute über 1500 Mitglieder hat.
In Deutschland melden sich Komponisten meist bei der GEMA an, welche die Urheberrechte von Komponisten treuhänderisch wahrnimmt und Tantiemen aus Internet, Radio- und TV-Sendungen, öffentlichen Aufführungen sowie Tonträgererstellung an die Komponisten ausschüttet. Für andere Länder sind andere Verwertungsgesellschaften zur Verwaltung derartiger Rechte zuständig, Regelungen ähneln sich jedoch international. Dazu schließt der Komponist mit der GEMA einen Berechtigungsvertrag, mit dem er ihr sämtliche Rechte einräumt, die zur Nutzung von Musikwerken erforderlich sind. Darüber hinaus schließen Komponisten oft einen Verlagsvertrag mit einem Musikverlag ab, der die kommerzielle Verwertung des Musikwerkes übernimmt, wozu die Herstellung und der Verkauf oder die Vermietung von Noten gehören. Außerhalb des akademischen Bereichs ist die Aufgabe des Musikverlages vor allem, die Werke des Komponisten zu bewerben und zu verwalten, etwa Musiklabels zur Veröffentlichung auf Tonträgern anzubieten und Lizenzeinnahmen, z. B. für die Verwendung in Filmen, zu generieren.
Das Kompositionsstudium an den deutschen Musikhochschulen erfordert eine bestandene Aufnahmeprüfung und ein meist zehnsemestriges künstlerisches Vollstudium, in dem das umfangreiche Handwerk (dazu gehört unter anderem Musiktheorie, Gehörbildung, Instrumentation, Instrumentalspiel, Aufführungspraxis u. a.) erlernt wird.

## Komponisten
Klassische und Neue Musik
- Liste von Komponisten klassischer Musik
- Liste von Komponistinnen
- Liste der Listen von Komponisten nach Ländern geordnet
- Liste deutscher Komponisten klassischer Musik
- Liste klassischer Komponisten in der DDR
- Liste österreichischer Komponisten klassischer Musik
- Liste Schweizer Komponisten klassischer Musik
- Chronik der Komponisten

Popular- und Filmmusik
- Liste von Filmmusik-Komponisten
- Liste von Operetten-Komponisten
- Liste von Blasmusik-Komponisten
- Komponisten für sog. gehobene Unterhaltungsmusik
- Songwriting